# Ninja (jugador de videojuegos)
Richard Tyler Blevins (Grayslake, Illinois; 5 de junio de 1991), más conocido en internet como Ninja, es un jugador de videojuegos profesional y celebridad de internet estadounidense. A la fecha es el 2º streamer más seguido en Twitch, con más de catorce millones de seguidores y un promedio de más de 40 000 espectadores cada semana. En agosto de 2019, Blevins anunció que dejaría Twitch para pasar a transmitir directos en Mixer a tiempo completo. Estuvo allí por 11 meses, hasta que el 22 de junio de 2020, Microsoft anunció el cierre de Mixer.

## Biografía
Blevins comenzó a jugar Halo 3 profesionalmente en 2009. Jugó para varios equipos, incluyendo Cloud9, Renegades, Team Liquid, y actualmente se encuentra con Luminosity Gaming.
Blevins se convirtió en un realizador de directos en 2011 primero con Justin.tv, luego se trasladó a Twitch.tv. Blevins comenzó a jugar H1Z1 al principio de su programa de acceso temprano con el Steam, y luego se mudó al campo de batalla de PlayerUnknown's Battlegrounds cuando también ingresó al programa Early Access de Steam. Se unió al equipo  Luminosity Gaming en 2017 primero como jugador de Halo, luego a H1Z1, luego se trasladó a PUBG, donde ganó el PUBG Gamescom Invitational en la clasificación de tercera persona escuadrones. Comenzó a transmitir Fortnite Battle Royale regularmente y su audiencia comenzó a crecer, lo que coincidió con el crecimiento del juego en popularidad. En septiembre de 2017, tenía 500,000 seguidores; en seis meses, el número creció un 250%. En marzo de 2018, Blevins estableció el récord de Twitch.tv para una transmisión individual mientras jugaba Fortnite Battle Royale después de que fuera anfitrión de un juego con Drake, Travis Scott y Juju Smith-Schuster. Luego, en abril de 2018, rompió su propio récord de audiencia durante su evento Ninja Vegas 2018, donde acumuló una audiencia de 667.000 espectadores en vivo.
Blevins tiene más de 21.9 millones de suscriptores en YouTube a partir de abril de 2019. Él gana más de $ 500.000 por mes por sus transmisiones de Fortnite y acreditó el modelo de negocio gratuito del juego como un factor de crecimiento.
En agosto de 2019, Ninja anunció que abandonaría Twitch para mudarse a la plataforma Mixer, propiedad de Microsoft. En su primera transmisión, se registró un máximo de 80.000 espectadores.

## Vida personal
En una actividad benéfica de recaudación de fondos celebrada en febrero de 2018, Blevins recaudó más de $ 110.000 para la Fundación Americana para la Prevención del Suicidio. Luego, durante el primer evento Fortnite Battle Royale Esports en abril de 2018, Blevins regaló cerca de $ 50.000 en premios, de los cuales $ 2.500 se destinaron a la Alzheimer's Association.
Su familia participó en varios episodios del programa de televisión Family Feud en 2015.
En marzo de 2024, el streamer informó que fue diagnosticado con melanoma.

## Premios y nominaciones
| Año  | Premio                          | Categoría                       | Resultado | Referencias |
| ---- | ------------------------------- | ------------------------------- | --------- | ----------- |
| 2025 | Nickelodeon Kids' Choice Awards | Jugador de videojuegos favorito | Nominado  | [ 19 ]      |